# Armata nera

L'Armata nera fu una forza militare che operò nella seconda metà del XV secolo in Ungheria. Prese il nome dal suo generale, Giovanni Haugwitz il corvino e fu costituita per volere di Mattia Corvino, re d'Ungheria. Invece di contare sull'arruolamento dei nobili ungheresi, Corvino scelse di tassare il Paese e pagare in questo modo una forza mercenaria costituita da 30.000 uomini che potesse essere garante della corona.
Il supporto dell'Armata nera fu decisiva in molteplici battaglie e permise d'infliggere pesanti sconfitte ai turchi nel 1463 e nel 1476.
Fu sciolta nel 1514 dal re Ladislao II Jagellone.